# 加瑙山
加瑙山（Mons Ganau）是月球背面金陨石坑中的一座山丘（与安德烈山、阿尔达希尔山及迪利普山等一起）。
它位于陨坑的中部山区，底座直径约有13公里，高度7900米，中心月面座标为北纬4.8°、东经120.6°，以非洲男性名命名。
加瑙山位于安德烈山和迪特山的南面，悉塔坑的北面。